# Метју Пери (адмирал)
Метју Калбрајт Пери (енгл. Matthew Calbraith Perry: 10. април 1794 — Њујорк, 4. март 1858) био је адмирал са чином комодора Америчке морнарице. Служио је у неколико ратова у којима је учествовала САД укључујући Америчко-мексички рат и рат из 1812. Остао је познат као особа која је имала великог удела у обарању јапанске сакоку (изолационе) политике услед потписивања споразума у Канагави. У Америци, допринео је бољем образовању морнаричких официра развијањем бољег система обуке. Са проналаском парне машине био је главни заговарач ове технологије и данас се сматра „оцем парне морнарице“.

## Младост
Метју Пери је био син мајке Саре Валас (Sarah Wallace) рођене у Ирској и оца, морнаричког капетана Кристофера Рејмонда Перија (Christopher Raymond Perry). Породица је имала осморо деце, од тога петоро синова који су сви, као и отац, постали морнарички официри. Метју је своју каријеру као кадет започео 1809. године на броду свога старијег брата „USS Revenge“.
На самом почетку своје морнаричке каријере служио је на наколико бродова попут „USS President“ (где је служио под командом комодора Џона Роџерса (1772–1838) који је извојевао победу над британским бродом „HMS Little Belt“, нешто мало пре званичног избијања рата из 1812. Остало је забележено да је Пери био на истом броду током напада на „HMS Belvidera“ када је Роџерс испалио прво ђуле на непријатељски брод што је резултирало експлозијом топа које је усмртило и ранило бројне морнаре, укључујући Роџерса и Перија. Пери је нешто касније прекомандован на брод „USS United States“ али пошто је брод био усидрен у Њу Лондону у Конетикату мало је праве борбе у рату видео. Након потписивања мира, споразумом из Гента, Пери је служио на разним бродовима у Медитерану. Служио је под комодором Вилијамом Бејнбриџом током Другог берберског рата а након те обавезе прекомандован је на брод „HMS Cyane“ где је патролирао обалама Либерије у периоду 1819–1820. године. Након тога добија задатак да сузбије пиратство и трговину робовима у Западној Индији. У истом периоду, кад је његов брод допловио у Русију, Пери је добио понуду да буде део руске царске морнарице, што је одбио.

## Командантска задужења, 1820–1840.

### Ки Вест
Пери је командовао бродом „USS Shark“ типа шкуне са 12 топова у периоду од 1821–1825 када су границе САД биле другачије од данас. Америчка савезна држава Флорида била је је 1763. године део Велике Британије али су Шпанци њена оближња острва Флориде Кија и града Ки Веста сматрали деловима Кубе. Американци су у острвима видели територијални значај сматрајући га „Гибралтарем запада“ зато што је обухватала 90 km Флоридиног мореуза – дубоке воде која је повезивала Атлантик и Мексички залив.
Власништво над овом територијом је било једно време спорно али се ситуација мења кад је шпански гувернер у Хавани превео Ки Вест Хуан Пабло Саласу 1815. године који га је затим продао америчком бизнисмену Џону Симонтону 1821. године за 2.000 долара. Након тога Симонтон лобира да влада Америке оснује морнаричку базу и луку да би искористили територијалну и стратешку предност али и да би уз помоћ војске установили ред и мир што она врло брзо чини.
Недуго затим, 25. маја 1822, Пери на његовом броду Shark упловљава у Ки Вест и набада заставу САД проглашавајући ову земљу територијалним делом његове државе.
У исто време преименује шпанске називе „Cayo Hueso“ у "Томпсонова острва" у част морнаричког официра Смита Томпсона док лука добија назив „Лука Роџерс“. Ниједно име није успело да уђе у свакодневну употребу.
У периоду од 1826. до 1827. Пери је био један од капетана флоте комодора Роџерса. Следеће године вратио се за Чарлстон у Јужној Каролини на дужности при обали да би 1830. године преузео улогу командира на броду „USS Concord“. У периоду од 1833. до 1837. био је други официр на бродоградилишту у Њујорку да би до краја тог задужења био промовисан у чин капетана.
Његово брзо напредовање у морнарици водило се добрим пореклом, талентом али и везама јер се сматра да је Пери био члан масонске ложе.

### Отац парне морнарице
Пери је имао велики интерес и потребу да се залаже за бољу едукацију морнара и официра, оснивајући својеврсни наставни план у морнаричким школама и академијама. Ватрено се залагао за модернизовање овог типа војне снаге. Након што је промовисан у капетана оснива другу парну фрегату „USS Fulton“ којом је сам командовао и због које ће добити надимак „отац парне морнарице“. Пери организује и унајмљује прву групу морнаричких инжињера за потребе његових бродова али и доприноси обукама за тобчије док је бродом Fulton пловио обалама Њу Џерзија (1839—1841)

### Унапређење у комодора
Пери је достигао титулу комодора у јуну 1840. године. Сједињене Америчке Државе нису имале веће чинове све до 1862. године, па се титула комодора која је се данас сматра адмиралском титулом нижег ранга била веома важан и високи чин. Пери ће ову титулу задржати до краја живота чак и након завршетка своје званичне каријере.
Три године касније, 1843. Пери преузима команду бродовима у близини афричке обале где ће пресретати робовласничке бродове и спречавати њихову трговину по правилима договореним споразумом Вебстер-Ашбуртон између САД И Британије. Тим задатко бавиће се и током 1844. године.

### Мексичко–амерички рат
Пери је требало да наследи позицију комодора Дејвида Конера чија би се каријера званично завршила 1845. године али услед избијања Мексичко-америчког рата, надређени су одлучили да не мењају командире и да продуже задужења Конера још мало. Пери је за то време постао други човек - командир на броду „USS Mississippi“ уз помоћ ког је заузео мексички град Фронтера. Када се вратио у Норфок (Вирџинија) на поправку брода после сукоба и даље је имао амбиције да се искрца и заузме Веракруз. По самом повртаку у САД пружио је надређенима још једну шансу да га начине главнокомандујућим у флоти што они то и чине. Током опсаде Веракруза његова флота је пружала подршку са мора а када је овај град пао Пери је наставио са освајањима на преостале мексичке градове поред обала. Учествовао је у бици за Тукспан и Табаско где је предводио силу од 1.173 човека који су заједно пристали на обали и напали град Сан Хуан Батиста (данашњи град Виљаермоса).

## Перијева експедиција: Отварање Јапана 1852–1854.
Године 1852, амерички председник Милард Филмор дао је Перију задатак да оде до Јапана и отвори њене границе за трговину па макар и под претњом силе. Јапан је у то време био затворена земља која је веома мало трговала са странцима и то само у Нагасакију, са Холанђанима и под пуним надзором јапанске владе. Разлози за овакву одлуку Американаца били су многобројни. Због све веће трговинске размене између Америке и Кине, као и због присуства америчких бродова китоловаца и због потенцијалних налазишта руде и угља која је тада била главни извор енергије, били су довољан разлог за Перијеву мисију. У то време Американци су били привучени идејом „Манифеста судбине“ и желели су да наметну западне вредности наспрам тада верујући „назадне“ културе народа Азије. Јапанци су већ били свесни од стране Холанђана да Пери долази у Јапан али у то време нису били вољни да промене политику изолованости (сакоку) која је трајала већ 220 година. Долазак Перија изазвао је велику пометњу међу Јапанцима и по целом острву се дискутовало шта би било најмудрије учинити.
Из Норфока у Вирџинији за Јапан, Пери је кренуо 24. новембра 1852. командујући на источно-индијској флоти. За те потребе изабрао је брод „USS Mississippi“ парни брод са кружним лопатицама. На свом путу за Јапан остало је забележено да је успут пристајао у лукама:

Мадеира (11–15. децембар),
Света Јелена (острво) (10–11. јануар),

Кејптаун (24. јануар – 3. фебруар),

Маурицијус (18.–28. фебруар),

Цејлон (15—10. марта),

Сингапур (25.–29. марта)

Макао и Хонгконг (7.–28. април), где се нашао са америчким синологом Самуелом Велсом Вилијамсом који је обезбедио превод његових званичних писама на кинески језик. Након тога наставља путовање за Шангај (4.–17. маја), где среће америчког дипломату (пореклом Холанђанина) који писма и захтеве преводи на холандски језик.
Бродове затим окреће за острва Рјукју где борави од 17—26. маја игноришући захтеве јапанске области Сацума који су та острва припојили својој области. Рјукју је пре Сацума окупације била део посебне краљевине и Пери је тамо затражио састанак за њиховим краљем Шо Таијем у замку Шури где се побрину да ова краљевина буде отворена за трговину и остале захтеве Америке. Пери затим средином јула одлази до острва Огасавара, где се састаје са локалцима и где је за себе купио део земљишта. Након тога одлази званично за Јапан.

### Први долазак, 1853.
Пери коначно стиже у Јапан 8. јула 1853. доласком у луку Едо у Ураги, тада део места Канагаве. Имајући у виду информације које је добио о јапанским односима са странцима, култури и хијерархији Пери је имао развијен план како да свој задатак обави успешно у складу са очекивањима америчког председника.
Паријево наређење било је да бродови одмах заплове до предстонице Едо где су окренули топове ка месту Ураги. Јапанци, који су тада први пут видели "црне" парне бродове захтевају да он оде или да се барем пребаци до луке Нагасаки (једине отворене за странце) што је Пери изричито одбио.
Да би их преплашио Пери је Јапанцима послао белу заставу и писмо у коме је писало да ће их у случају пружања отпора једноставно сравнити са земљом. Такође је испалио и неколико празних плотуна из својих 73 топова као демострацију силе али тврдећи да је то урадио у слављу америчког националног празника, дана независности. Перијеви бродови су тада били опремљени последњом технологијом у топовској алтиљерији способном да проузрокује велику експлозивну штету са сваким ђулетом. Без обзира на противљење локалних званичника Пери је наредио истраживање обале и околних вода за пристајање.
За то време јапанска влада је била парализована услед болести шогуна Токугаве Ијејошија који је у то време био главно владајуће тело у Јапану. Због немогућности да се бави политичким проблемима као замена ускаче један од саветника, тз. „роџу-а“ под именом Абе Масахиро који је одлучио да прихвате званично писмо америчког председника сматрајући да тај чин неће донети ништа лоше по Јапан. Примопредаја је договорена и Пери тражи да се његова флота помери мало југозападно на обале Курихаме што је и учињено 14. јула 1853. Након предаје писма јапанској делегацији Пери одлази за Хонгконг, обећавајући да ће се вратити следеће године по његов одговор.

### Други долазак, 1854.
Пери крши обећање да ће се вратити за годину дана и по одговор долази 13. фебруара 1854. после само шест месеци од првог доласка и то са дупло већом флотом која тад броји десет бродова и 1600 људи. Ово је урађено да би се извршио већи притисак на владу не допуштајући јој прилику да организује побуну. После кратког отпора Перију је дозвољено да пристане у Канагави у месту на ком се данас налази град Јокохама 8. марта 1854. где је након преговора од скоро месец дана потписан Споразум из Канагаве. На том споразуму Пери је као представник америчког народа био потписник, док је за Јапанце то био Хајаши Акира.
Пери одлази из Јапана сматрајући (погрешно) да је споразум начињен са представницима цара не схватајући најбоље праву позицију шогуна који је био званичан де факто владар Јапана. Пери затим одлази да провери две нове луке које су по споразуму постале отворене за америчке бродове а то су луке Хакодате, на северу острва Хокаидо и Шимода.

### Повратак у САД, 1855.
Када се коначно вратио у САД 1855. године, конгрес му као награду додељује 20.000 (у 2025. години износи око 675,000 данашњих долара) за његове услуге по питању Јапана. Пери је део новца употребио да припреми и објави књигу у три тома о својим експедицијама по Азији названим „Narrative of the Expedition of an American Squadron to the China Seas and Japan". После Јапанске експедиције добиће последњи чин адмирала. Последњих година службовања патиће од артритиса па су га учестали болови често одвраћали од дужности.

### Старост
Пери је провео последње године свог живота припремајући књигу о експедицијама у Азији коју је завршио 29. децембра 1857. Два дана касније ослобађају га свих дужности а неколико месеци након тога, (4. марта 1858) умире у Њујорку услед реуматске грознице која се проширила до срца додатно погоршана гихтом и алкохолизмом.
Иако је по смрти сахрањен у Њујорку, његови остаци су пренети у Њупорту на Род Ајланду, 21. марта 1866, заједно са остацима његове ћерке Ане која је умрла 1839. године.
На његовом гробу супруга је подигла прикладан споменик 1873. године.

## Породица
Адмирал Пери је био ожењен са Џејн Слидел Пери („Jane Slidell Perry“ 1816–1864) са којом је имао десеторо деце:
- Џон Слидел Пери
- Сара Пери
- Џејн Хазард Пери
- Метју Калбрајт Пери
- Сузан Пери
- Оливер Хазард Пери
- Вилијам Фредерик Пери
- Каролин Пери
- Изабела Болтон Пери
- Ана Роџерс Пери

Путем своје мајке Пери је био директан потомак шкотског јунака Вилијама Валаса.

## Перијева застава и заоставштина
На броду „USS Missouri“ који је сад брод-музеј у Перл Харбору на Хавајима налази се реплика Перијеве заставе закачена у на истом месту где је био оригинал 1945. године током јапанске предаје и потписивање мира у Другом светском рату. Права застава донета је за тај догађај из америчког музеја по захтеву генерала Дагласа Макартура који сам крвно повезан са Перијем као један од његових потомака. Фотографије снимљене на церемонији потписивања показују заставу са звездама у горњем десном ћошку што је упркос увреженом мишљењу правилан начин постављања застава (инсигнија) на бродовима. Тканина ове заставе током година је постала веома крта па су конзерватори у музеју пришили заштитну подлогу за њу у циљу дуже презервације. Данас се застава налази у музеју у Анаполису, Мериленд.
Ова застава разликовала се од свих дотадашњих јер је имала 31 звездицу а направљена је тако да су све усправне колоне имале по пет, док је последња колона имала шест звезда. Ова застава била је јединствена и први пут је подигнута када је Пери ушао у луку Едо 1853–1854.

## Споменици
- У свом родном месту, Њупорту на Род Ајланду постоји меморијална плоча у Тринити цркви али и статуа у Тоуро парку. Споменик је направио уметник Џон Квинси Адамс Вард 1869. године под покровитељством и дадзором Перијеве ћерке. У Њупорту је сахрањен поред својих родитеља и брата. У оближњем војно-морнариком музеју чувају се предмети и опрема који је имао и користио.
- У Јапану такође постоји споменик у парку названим његовим именом (Пери парк) у месту Курихами. Споменик је постављен 14. јула 1901. године.[26] У самом парку постоји и мали музеј посвећен догађајима његовог доласка 1854. године.
- Основна и средња школа „Matthew C. Perry„ налази се у бази Ивакуни у Јапану.

## У популарној култури
- Прича о отварању Јапана инспирисала је Стивен Сондхајм да направи мјузикл „Пацифичке овертуре“ (Pacific Overtures).
- У филму „Бушидо оштрица“ из 1981. Перија (који је главни лик филма) глуми Ричард Боун.
- Појављује се у разним мангама и анимеима где некад има историјску, а некад фиктивну улогу. Често је у серијалима које приказују крај Едо периода попут: „Rurouni Kenshin“,Hikaru no Go“, „Bokusatsu Tenshi Dokuro-chan“, „Samurai Champloo “, „Fruits Basket“, „Code Geass“, „Bakumatsu Gijinden Roman“, „Sayonara Zetsubou Sensei“ и други...
- Периева посета је поменута у филму режисера Хидеа Гоше из 1965. године „Мач звери“.
- У таига драмама, годишњим драмама које Државна телевизија Јапана већ деценијама снима о својим познатим историјским личностима, Пери се појављује у серијама „Рјомаден“ (из 2010. где га игра Тимоти Харис) и „Јае но Сакура“ (из 2013. где га игра глумац Стивен Аштон).
- Два уметника, Чарлс и Реј Ејмс, направили су кратак филм под називом Црни бродови (1970). Филм описује отварање јапанских граница и има цртежа који прати тај период.[27]